# Macella trinotata
Macella trinotata är en fjärilsart som beskrevs av Walker 1873. Macella trinotata ingår i släktet Macella och familjen nattflyn. Inga underarter finns listade i Catalogue of Life.